# Ottedana
Ottedana is een geslacht van rechtvleugeligen uit de familie krekels (Gryllidae). De wetenschappelijke naam van dit geslacht is voor het eerst geldig gepubliceerd in 2003 door de Mello & de Andrade.

## Soorten
Het geslacht Ottedana  is monotypisch en omvat slechts de volgende soort:
- Ottedana cercalis (de Mello & de Andrade, 2003)